# Colpotrochia antennata
Colpotrochia antennata là một loài tò vò trong họ Ichneumonidae.